# Antawn Jamison
Antawn Cortez Jamison (Shreveport, Luisiana; 12 de junio de 1976) es un exjugador de baloncesto profesional que disputó 16 temporadas en la NBA. Con 2.06 metros de estatura, jugaba en la posición de ala-pívot. Es cuñado del también exjugador Vince Carter.

## Trayectoria deportiva

### Universidad
Jugó su baloncesto universitario en la Universidad de Carolina del Norte en Chapel Hill. En sus tres temporadas en Carolina del Norte tuvo un promedio de 19.0 puntos y 9.9 rebotes por partido. En su último año universitario recibió los premios Naismith y Wooden como el mejor jugador universitario de la temporada 1997-1998. En sus tres años, Carolina del Norte logró llegar a los semifinales nacionales (Final Four) dos veces.

### NBA

#### Golden State Warriors (1998-2003)
Jamison fue seleccionado por Toronto Raptors con la cuarta selección en el draft de 1998. Fue traspasado de inmediato a Golden State Warriors a cambio de Vince Carter, compañero universitario suyo y uno de sus mejores amigos. Su primer año rookie fue bastante decepcionante, consiguiendo solo 9,6 puntos por partido. En su segunda temporada, dio un salto cualitativo, con 19,6 puntos y 8,3 rebotes por partido. La tercera fue la de su consagración como estrella, al promediar 24,9 puntos. Con los Warriors estuvo dos temporadas más, la 2001-02 y 2002-03.

#### Dallas Mavericks (2003-2004)
Jamison fue traspasado a los Dallas Mavericks en verano de 2003. Actuando como sexto hombre, los números de Jamison bajaron bastante, pero aun así le valieron para ganar el trofeo de mejor sexto hombre de la NBA. Los Mavericks finalizaron 52-30 y accedieron a playoffs, pero fueron eliminados en primera ronda por Sacramento Kings.

#### Washington Wizards (2004-2010)

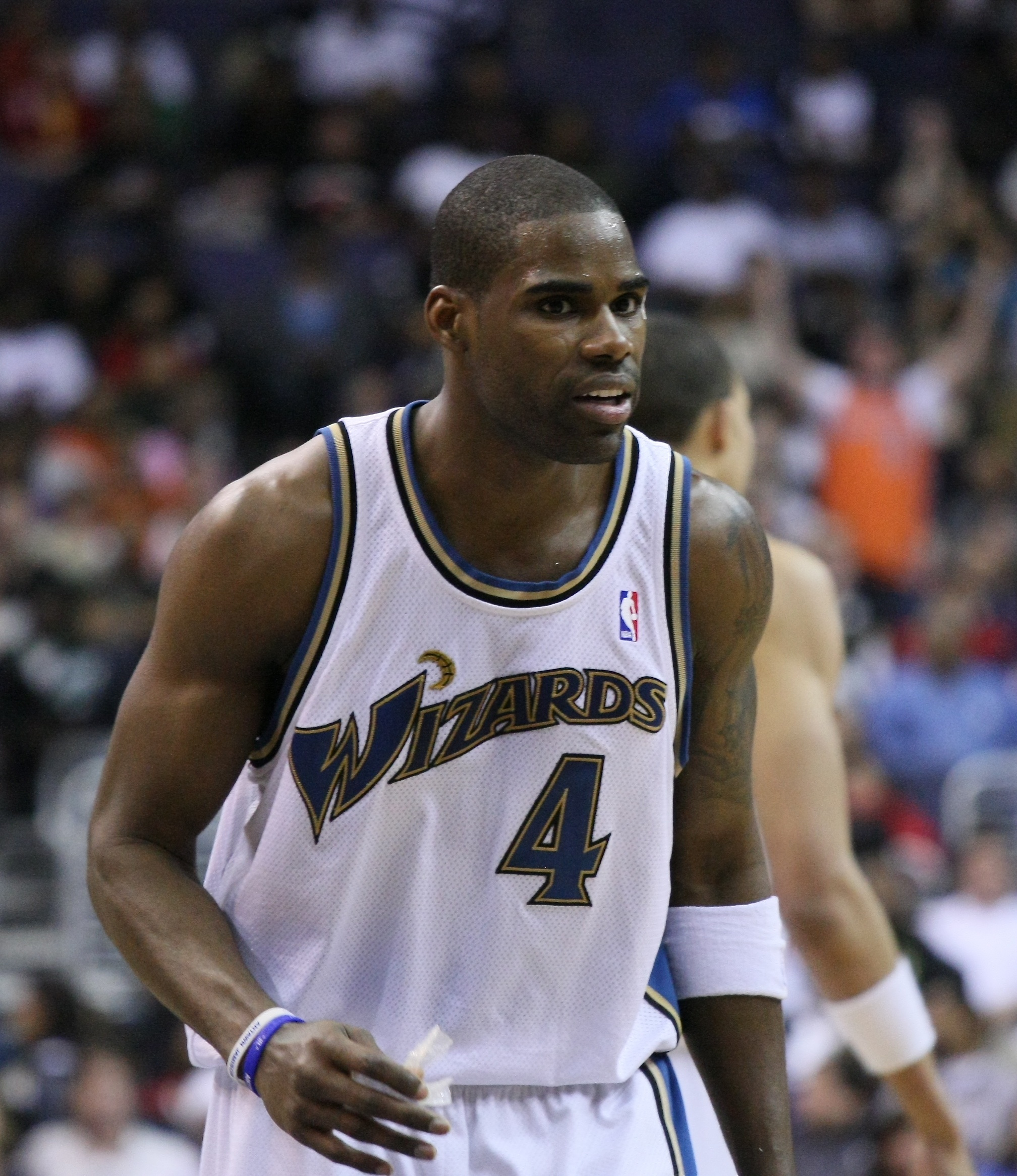
Jamison con los Wizards en 2009.

Tras la temporada, fue traspasado a Washington Wizards por Jerry Stackhouse, Christian Laettner y una primera ronda de draft. En su primera temporada, la 2004-05, Jamison recibió, por primera vez, el llamado al All-Star. Los Wizards finalizaron 45-37, su mejor marca en 26 años, y accediendo por primera vez a playoffs desde 1997. Jamison promedió en las temporadas 2005-06 y 2006-07, 20,5 y 19,8 puntos. En la 2007-08, volvió a ser llamado al All-Star. En junio de ese año, Jamison extendió su contrato en 4 años a 50 millones de dólares, además de declarar su deseo de retirarse en los Wizards. Por entonces, los Wizards tenían un sólido equipo, con jugadores como Gilbert Arenas, Caron Butler y el propio Jamison. En las dos siguientes temporadas, Jamison siguió manteniendo sus registros.

#### Cleveland Cavaliers (2010-2012)

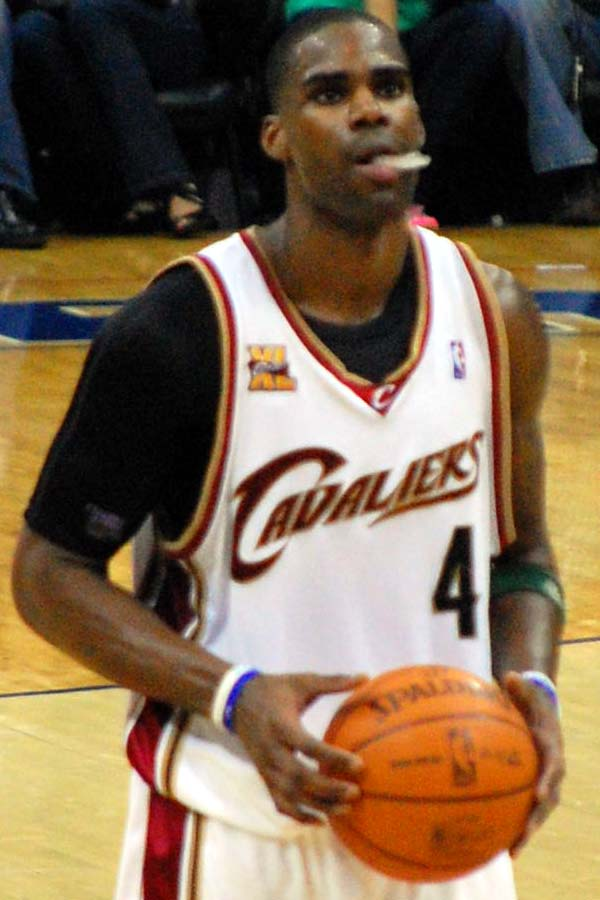
Jamison con los Cavs en 2010.

En febrero de 2010, Jamison fue parte de un traspaso a tres bandas entre los Wizards, Cleveland Cavaliers y Los Angeles Clippers. Jamison desembarcó en los Cavaliers, por entonces aspirantes al anillo liderados por LeBron James. En su primera temporada, los Cavaliers llegaron a Finales de Conferencia, siendo eliminados por Boston Celtics. Tras la temporada, LeBron fichó por los Miami Heat junto a Dwyane Wade y Chris Bosh.
La 2010-11 fue desastrosa para los Cavaliers, con racha incluida de 26 partidos seguidos perdidos. Jamison llegó a considerar su retirada, más cuando sufrió una lesión en el dedo meñique contra Philadelphia 76ers. Jamison se perdió el resto de la temporada, pese a promediar 17,2 puntos y 6,3 rebotes por partido.

#### Los Angeles Lakers (2012-2013)

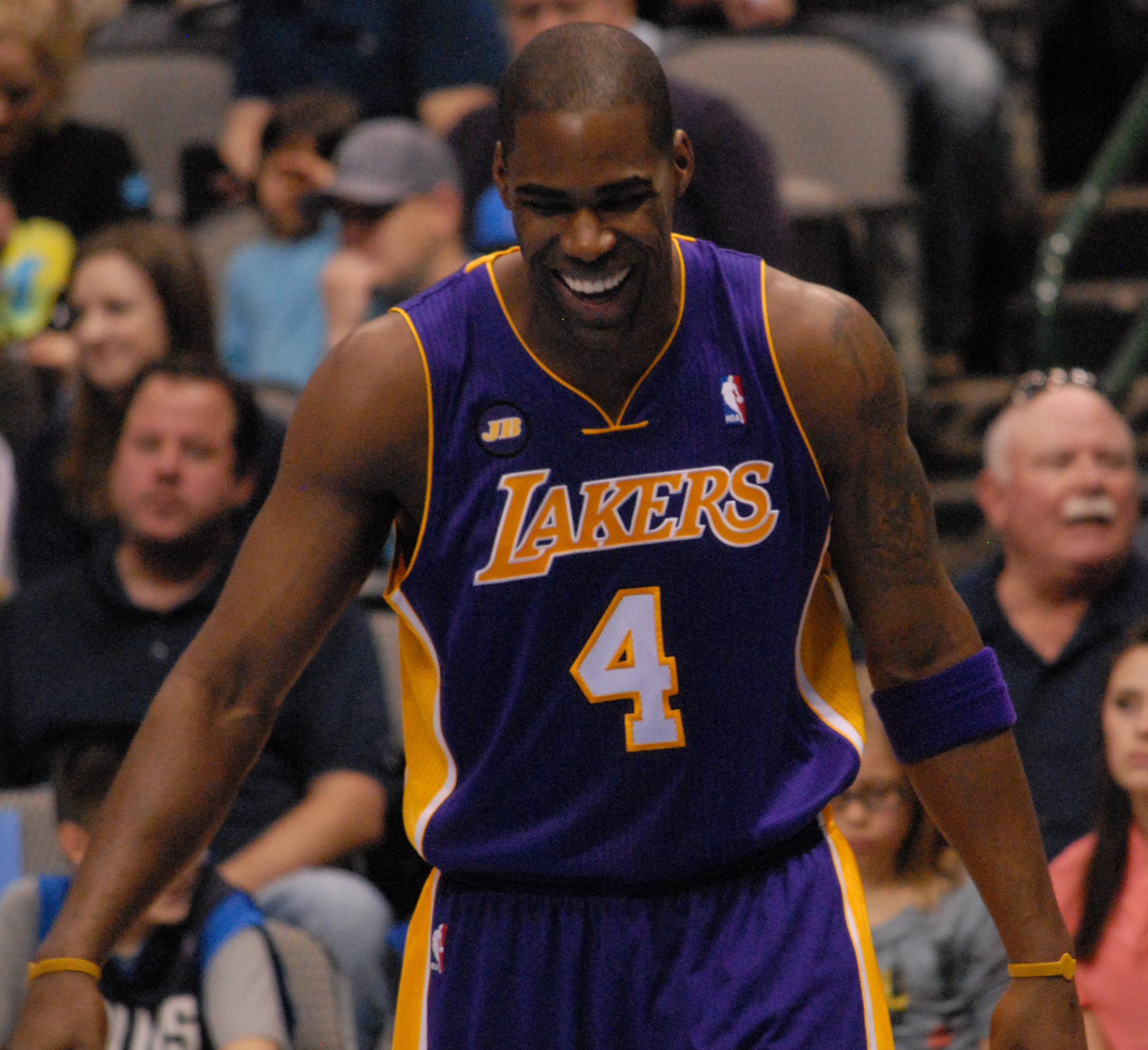
Jamison con los Lakers en 2013.

El 25 de julio de 2012, Jamison firmó con Los Angeles Lakers. Jamison llegaba al conjunto angelino con el estatus de sexto hombre, aceptando el mínimo de veterano en su última oportunidad de ganar un anillo.

#### Los Angeles Clippers (2013-2014)
El 28 de agosto de 2013, Jamison firmó con Los Angeles Clippers, convirtiéndose en el decimoctavo jugador que abandona los Lakers para jugar con los Clippers.

## Estadísticas de su carrera en la NBA

### Temporada regular
| Año      | Equipo        | PJ   | PT  | MPP  | %TC  | %3P  | %TL  | RPP  | APP | ROB | TPP | PPP  |
| -------- | ------------- | ---- | --- | ---- | ---- | ---- | ---- | ---- | --- | --- | --- | ---- |
| 1998-99  | Golden State  | 47   | 24  | 22.5 | .452 | .300 | .588 | 6.4  | .7  | .8  | .3  | 9.6  |
| 1999-00  | Golden State  | 43   | 41  | 36.2 | .471 | .286 | .611 | 8.3  | 2.1 | .7  | .3  | 19.6 |
| 2000-01  | Golden State  | 82   | 82  | 41.4 | .442 | .302 | .715 | 8.7  | 2.0 | 1.4 | .3  | 24.9 |
| 2001-02  | Golden State  | 82   | 82  | 37.0 | .447 | .324 | .734 | 6.8  | 2.0 | .9  | .6  | 19.7 |
| 2002-03  | Golden State  | 82   | 82  | 39.3 | .470 | .311 | .789 | 7.0  | 1.9 | .9  | .6  | 22.2 |
| 2003-04  | Dallas        | 82   | 2   | 29.0 | .535 | .400 | .748 | 6.3  | .9  | 1.0 | .4  | 14.8 |
| 2004-05  | Washington    | 68   | 68  | 38.3 | .437 | .341 | .760 | 7.6  | 2.3 | .8  | .2  | 19.6 |
| 2005-06  | Washington    | 82   | 80  | 40.1 | .442 | .394 | .731 | 9.3  | 1.9 | 1.1 | .2  | 20.5 |
| 2006-07  | Washington    | 70   | 70  | 38.0 | .450 | .364 | .736 | 8.0  | 1.9 | 1.1 | .5  | 19.8 |
| 2007-08  | Washington    | 79   | 79  | 38.7 | .436 | .339 | .760 | 10.2 | 1.5 | 1.3 | .4  | 21.4 |
| 2008-09  | Washington    | 81   | 81  | 38.2 | .468 | .351 | .754 | 8.9  | 1.9 | 1.2 | .3  | 22.2 |
| 2009-10  | Washington    | 41   | 41  | 38.9 | .420 | .345 | .700 | 8.8  | 1.3 | 1.0 | .2  | 20.5 |
| 2009-10  | Cleveland     | 25   | 23  | 32.4 | .485 | .342 | .506 | 7.7  | 1.3 | 1.1 | .5  | 15.8 |
| 2010-11  | Cleveland     | 56   | 38  | 32.9 | .427 | .346 | .731 | 6.7  | 1.7 | .9  | .5  | 18.0 |
| 2011-12  | Cleveland     | 65   | 65  | 33.1 | .403 | .341 | .683 | 6.3  | 2.0 | .8  | .7  | 17.2 |
| 2012-13  | L.A. Lakers   | 76   | 6   | 21.5 | .464 | .361 | .691 | 4.8  | .7  | .4  | .3  | 9.4  |
| 2013-14  | L.A. Clippers | 22   | 0   | 11.3 | .315 | .195 | .720 | 2.5  | .4  | .3  | .1  | 3.8  |
| Total    | Total         | 1083 | 864 | 34.8 | .451 | .346 | .724 | 7.5  | 1.6 | 1.0 | .4  | 18.5 |
| All-Star | All-Star      | 2    | 0   | 12.5 | .375 | .333 | .000 | 2.5  | .5  | .0  | .5  | 3.5  |

### Playoffs
| Año   | Equipo      | PJ | PT | MPP  | %TC  | %3P  | %TL  | RPP  | APP | ROB | TPP | PPP  |
| ----- | ----------- | -- | -- | ---- | ---- | ---- | ---- | ---- | --- | --- | --- | ---- |
| 2004  | Dallas      | 5  | 0  | 21.8 | .456 | .250 | .733 | 5.0  | .4  | 1.0 | .4  | 13.0 |
| 2005  | Washington  | 10 | 10 | 38.0 | .451 | .500 | .688 | 6.3  | 1.2 | .7  | .4  | 18.5 |
| 2006  | Washington  | 6  | 6  | 42.2 | .424 | .313 | .778 | 7.2  | 3.0 | 1.0 | .3  | 19.2 |
| 2007  | Washington  | 4  | 4  | 43.3 | .476 | .346 | .750 | 9.8  | 1.3 | .5  | 1.0 | 32.0 |
| 2008  | Washington  | 6  | 6  | 39.5 | .406 | .280 | .571 | 12.0 | 1.0 | 1.3 | 1.3 | 16.8 |
| 2010  | Cleveland   | 11 | 11 | 34.1 | .467 | .256 | .732 | 7.4  | 1.3 | .6  | 1.0 | 15.3 |
| 2013  | L.A. Lakers | 4  | 0  | 19.8 | .435 | .417 | .667 | 1.8  | .3  | .3  | .5  | 7.3  |
| Total | Total       | 46 | 37 | 34.9 | .448 | .341 | .706 | 7.2  | 1.3 | .8  | .7  | 17.2 |